# Captura de Tobruk por el Eje
La toma de Tobruk por el Eje, también conocida como la Caída de Tobruk y la Segunda Batalla de Tobruk (17-21 de junio de 1942), formó parte de la campaña del Desierto Occidental en Libia durante la Segunda Guerra Mundial. La batalla la libró el Ejército Panzer Afrika (Armada Corazzata África en italiano), una fuerza militar germano-italiana en el norte de África que incluía al Afrika Korps (Teniente General Erwin Rommel), contra el Octavo Ejército Británico (General Neil Ritchie), compuesto por contingentes de Gran Bretaña, India, Sudáfrica y otras naciones aliadas.
Las fuerzas del Eje habían llevado a cabo el asedio de Tobruk durante ocho meses en 1941 antes de que sus defensores, que se habían convertido en un emblema de la resistencia, fueran relevados en diciembre. Claude Auchinleck, comandante en jefe del Comando de Oriente Medio, había decidido no defender Tobruk por segunda vez, debido al coste de traer suministros por mar; sus campos de minas y alambre de púas habían sido desmantelados para su uso en la Línea Gazala al oeste. A mediados de 1942, la Fuerza Aérea del Desierto se había visto obligada a trasladarse a aeródromos en Egipto, llevando la mayoría de ellos más allá del alcance de Tobruk. Alrededor de un tercio de todo el personal de la guarnición eran tropas no combatientes o de apoyo y muchas de las tropas de combate eran inexpertas. El teniente general William Gott, comandante del XIII Cuerpo, se retiró de Tobruk el 15 de junio de 1942, cinco días antes del ataque del Eje. El nuevo comandante de la 2ª División Sudafricana, el mayor general Hendrik Klopper, recibió el mando de la guarnición. Se había acumulado una inmensa reserva de suministros alrededor del puerto para la Operación Acrobat (una propuesta de ataque británico contra Trípoli), pero el Eje se había anticipado a esto con la Operación Venecia (Unternehmen Venezia) y la batalla de Gazala comenzó el 26 de mayo de 1942.
El Octavo Ejército fue derrotado en la batalla de Gazala y fue empujado hacia el este, hacia la frontera con Egipto, dejando Tobruk aislada. El Primer Ministro inglés Winston Churchill, concedió gran importancia al valor simbólico de Tobruk; un intercambio de señales ambiguas entre Churchill y Auchinleck provocó que la guarnición fuera rodeada, en lugar de evacuada como se pretendía. El 20 de junio, el Panzerarmee Afrika atacó Tobruk con un masivo apoyo aéreo, penetró un punto débil en el perímetro defensivo oriental y capturó el puerto. Gran parte de la guarnición en el perímetro occidental no había sido atacada, pero se vio aislada de sus suministros y transporte, sin medios para escapar de Tobruk, la mayoría tuvo que rendirse; se tomaron 33.000 prisioneros.
La rendición fue la segunda mayor capitulación del Ejército británico en la guerra, después de la caída de Singapur en febrero de 1942. La pérdida de Tobruk fue un duro golpe para el liderazgo británico y precipitó una crisis política en Gran Bretaña. Estados Unidos aceleró el envío de suministros y equipo a Oriente Medio. Rommel persuadió a los comandantes del Eje de que los suministros capturados en Tobruk y el estado desorganizado de las fuerzas británicas permitirían al Eje ocupar fácilmente Egipto y el Canal de Suez. La Operación Hércules (la invasión del Eje de la isla de Malta) se pospuso y las fuerzas aéreas del Eje apoyaron en su lugar la persecución en Egipto, que sufrió graves restricciones de suministro a medida que el Panzerarmee Afrika se retiraba de sus bases. El avance del Eje se detuvo en la Primera Batalla de El Alamein en julio de 1942.
Un tribunal de investigación británico, celebrado en ausencia más tarde ese mismo año, exoneró a Klopper y atribuyó la derrota a fallos del alto mando británico. Solo circularon siete copias del veredicto, una de las cuales se transmitió al general Jan Smuts el 2 de octubre de 1942. Las conclusiones se mantuvieron en secreto hasta después de la guerra, lo que no contribuyó a restaurar la reputación de Klopper ni la de sus tropas.

## Antecedentes

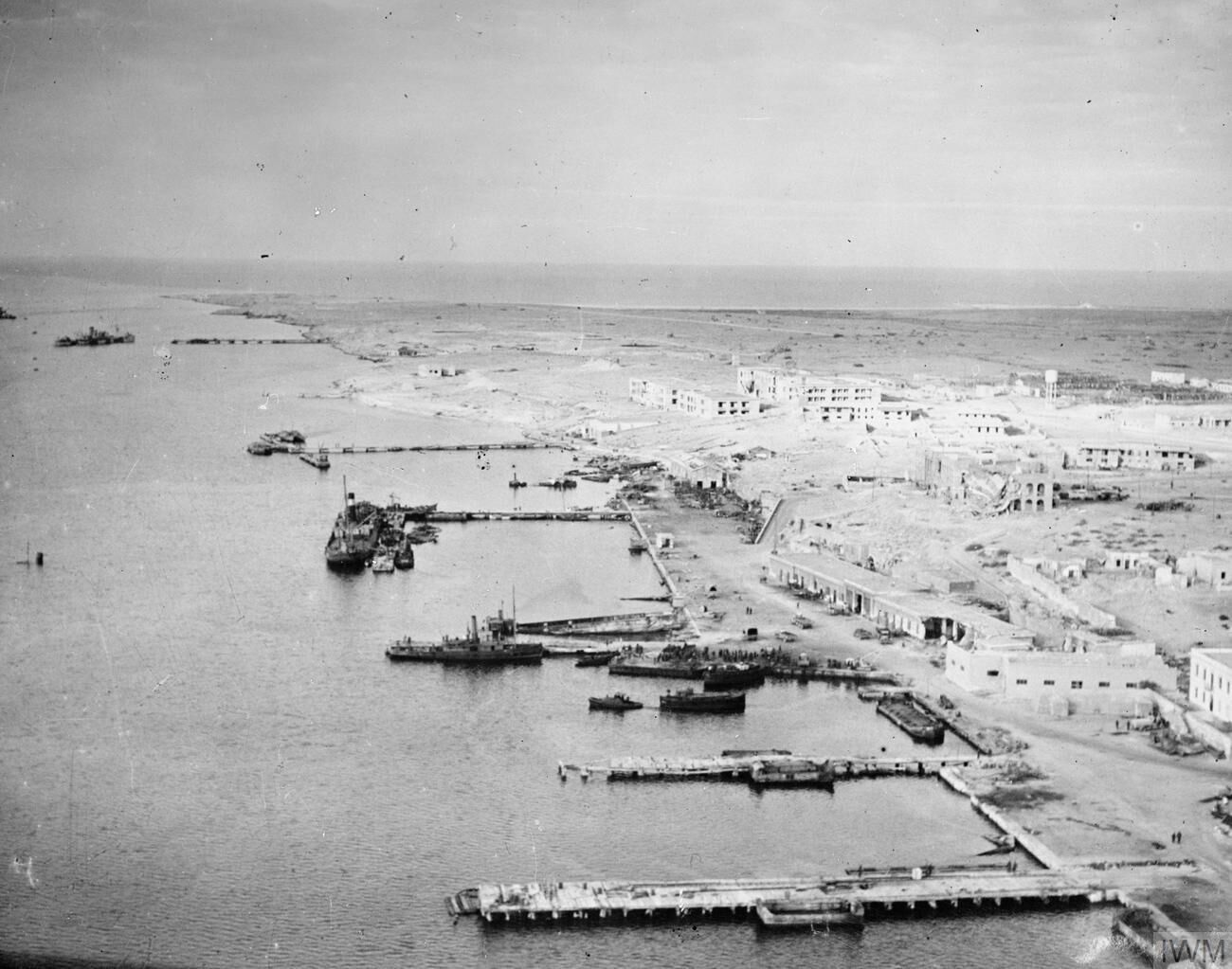
Fotografía aérea del puerto de Tobruk durante el asedio de 1941.

El pequeño puerto de Tobruk, en la Cirenaica italiana, había sido fortificado por los italianos desde 1935. Detrás de dos antiguos fuertes periféricos, construyeron una novedosa fortificación, que consistía en una doble línea de trincheras revestidas de hormigón de 54 km de largo, que conectaban 128 fosos de armas protegidos por zanjas antitanque ocultas, pero las fortificaciones carecían de protección aérea y no había defensa en profundidad. Tobruk fue capturado por las fuerzas australianas en enero de 1941 durante la Operación Compass, la primera gran operación militar aliada de la Campaña del Desierto Occidental. Tras la llegada del Afrika Korps alemán comandado por Erwin Rommel en la Operación Sonnenblume en marzo, las fuerzas del Eje retomaron gran parte del territorio perdido en Cirenaica; Tobruk quedó aislada y fue asediada entre abril y diciembre de 1941.
Gracias a las defensas italianas, los ataques mal organizados de las fuerzas del Eje fueron derrotados por la guarnición australiana de 30.000 hombres (reemplazada en septiembre por una fuerza británica y aliada), lo que dio tiempo para mejorar las fortificaciones. La ocupación aliada de Tobruk representó una amenaza para las comunicaciones del Eje, les negó el uso del puerto y dejó inmovilizadas a cuatro divisiones italianas y tres batallones alemanes, una fuerza que duplicaba la de la guarnición. Durante 1941, abastecida por mar y tras sobrevivir a sucesivos asaltos del Eje, la defensa de Tobruk se convirtió en un símbolo del esfuerzo bélico británico. El alivio de Tobruk fue el objetivo de la Operación Brevity en mayo y la Operación Battleaxe en junio, ambas fracasadas. La Operación Crusader, en noviembre y diciembre de 1941, levantó el asedio y obligó al Eje a abandonar Cirenaica y a adentrarse en Tripolitania.

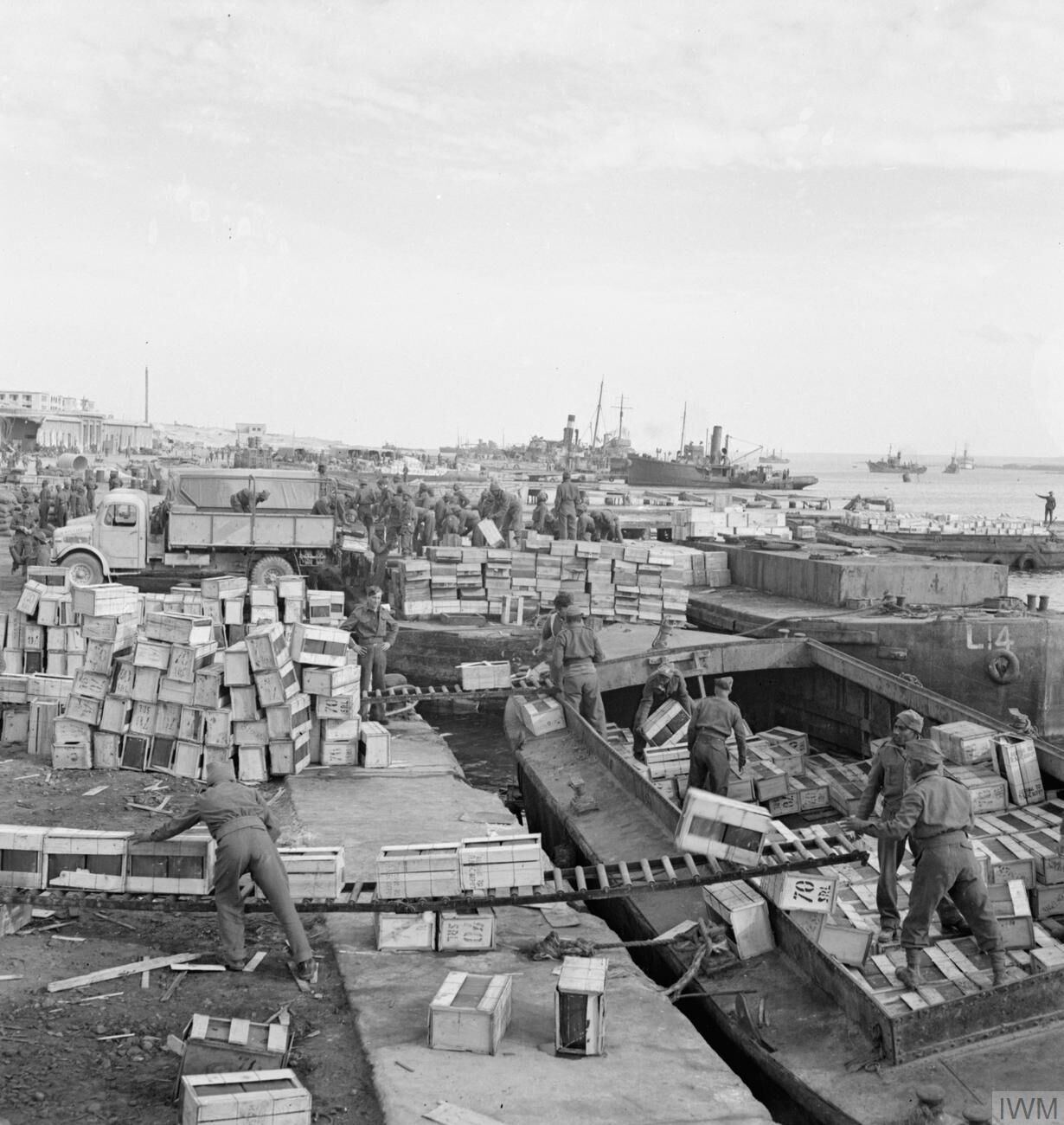
Provisiones siendo descargadas en el puerto de Tobruk en la primavera de 1942, para la Operación Acrobat (una propuesta de ataque británico contra Trípoli), que fue frustrada por el ataque del Eje.

Provista de tanques más modernos, la segunda ofensiva del Eje condujo a la reocupación de Cirenaica occidental, pero el Eje se quedó sin suministros al oeste de Gazala. Se produjo una pausa mientras ambos bandos se preparaban para una nueva ofensiva. Los británicos construyeron la Línea de Gazala, posiciones fortificadas conocidas como "cajas", defendidas por extensos campos de minas. Las fuerzas del Eje se anticiparon a los británicos con la Batalla de Gazala, que comenzó el 26 de mayo de 1942. Los tanques británicos, mal armados y blindados, y la deficiente coordinación permitieron a Rommel derrotar poco a poco a los tanques del Octavo Ejército británico, y para el 13 de junio los británicos habían comenzado a retirarse hacia el este desde Gazala, dejando Tobruk vulnerable a los ataques.

### Planes del Eje
El 1 de mayo de 1942, se celebró una reunión de líderes del Eje en el Berghof de Berchtesgaden, con Adolf Hitler y Albert Kesselring, el Oberbefehlshaber Süd (Comandante en Jefe del Sur) de la Wehrmacht, Benito Mussolini y Ugo Cavallero, Jefe del Estado Mayor de la Defensa, por Italia. Se decidió que Rommel debía iniciar la Unternehmen Venezia (Operación Venecia), una ofensiva a finales de mayo, para capturar Tobruk. Si tenía éxito, Rommel no iría más al este de la frontera con Egipto y tomaría posiciones defensivas mientras se emprendía una invasión de isla de Malta británica (Operación Hércules) a mediados de julio. La captura de Malta aseguraría las líneas de suministro del Eje al norte de África antes de que Rommel invadiera Egipto, con el Canal de Suez como objetivo final. La planificación del Eje había recibido considerable ayuda después de que el Servizio Informazioni Militare (Servicio de Información Militar) italiano descifrara el Código Negro utilizado por el coronel Bonner Fellers, el agregado militar estadounidense en El Cairo, para enviar informes detallados y a menudo críticos a Washington sobre el esfuerzo bélico británico en Oriente Medio.

### Planes británicos

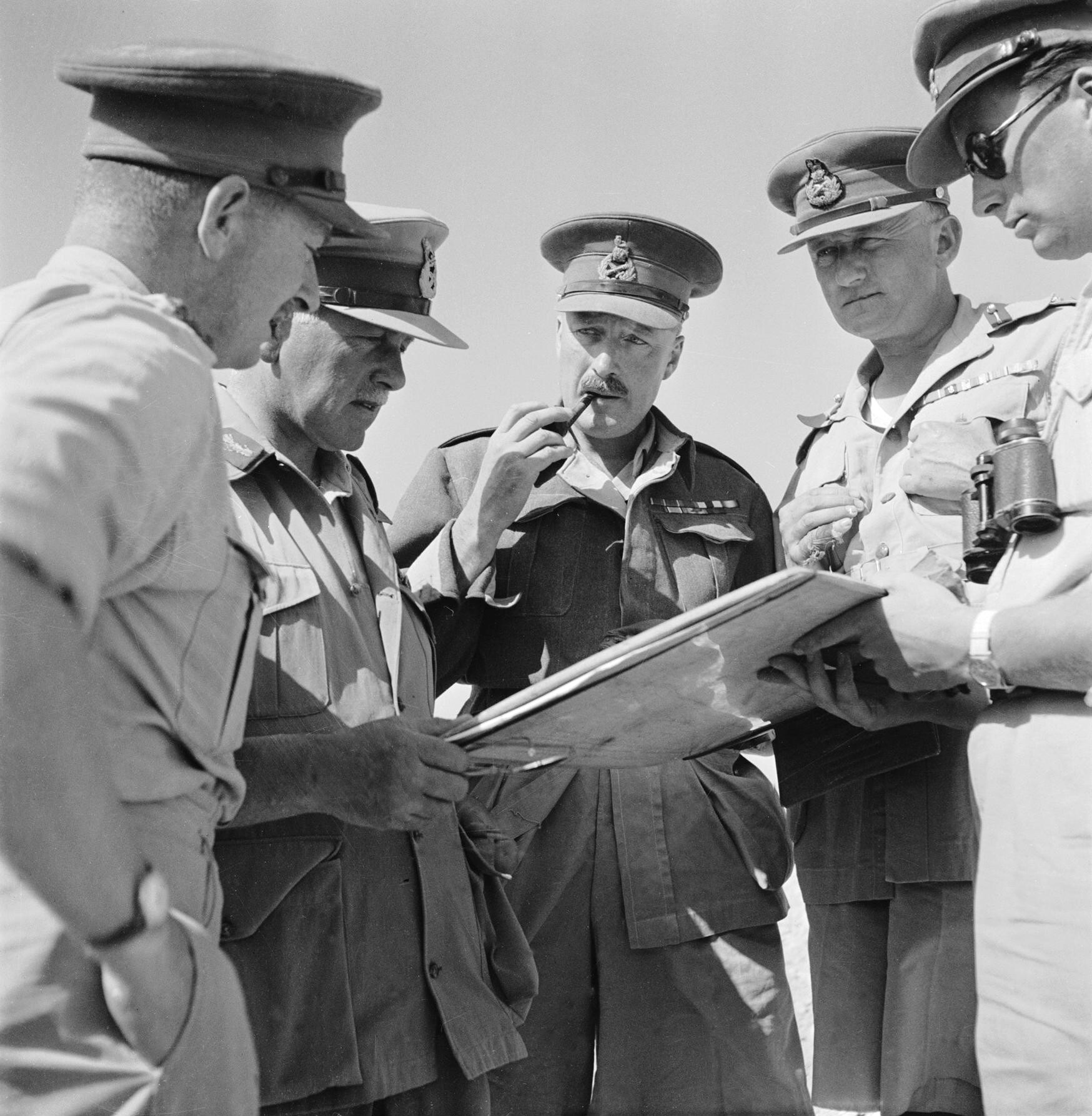
El teniente general Neil Ritchie, comandante en jefe del Octavo Ejército, con sus comandantes de cuerpo, los generales Willoughby Norrie y William Gott, el 31 de mayo de 1942.

En una reunión celebrada en El Cairo el 4 de febrero de 1942, los comandantes británicos en jefe del Mando de Oriente Medio consideraron cuál sería su plan de acción en caso de una nueva ofensiva exitosa del Eje, ya que la línea del frente se encontraba entonces a solo 48 km al oeste de Tobruk. Los comandantes sabían lo valioso que sería el puerto para las fuerzas del Eje, pero decidieron no defenderlo. El general Sir Claude Auchinleck se mostraba reacio a tener una valiosa división destinada a guarnición, sobre todo considerando la urgencia de los refuerzos para Persia e Irak; el almirante Sir Andrew Cunningham no podía arriesgarse a las pérdidas de transporte marítimo sufridas al abastecer a la guarnición durante el primer asedio.
El Mariscal del Aire Sir Peter Drummond (adjunto del Mariscal Jefe del Aire Sir Arthur Tedder) sostuvo que podría resultar imposible proporcionar cobertura de cazas al puerto. Auchinleck redactó órdenes para el Teniente General Neil Ritchie, comandante del Octavo Ejército, de que hiciera todo lo posible para evitar la toma de Tobruk, pero que no permitiera que sus fuerzas fueran rodeadas allí. Si la caída de Tobruk era inminente, «el lugar debía ser evacuado y se debía llevar a cabo la máxima destrucción posible», mientras que se debía establecer una firme línea de defensa más al este, en la frontera con Egipto. Este plan de retirada se formalizó como la Operación Freeborn.
Para el 14 de junio, la Operación Venecia obligó a Ritchie a implementar la Operación Freeborn: la retirada de la 50ª División de Infantería (Northumbria) y la 1.ª División de Infantería Sudafricana de la línea de Gazala, hacia el este, a través de Tobruk, y hacia la frontera con Egipto. El día anterior, Auchinleck le había confirmado a Ritchie que, si todo lo demás fallaba, la frontera debía ser un punto de encuentro. Auchinleck comenzó a reevaluar la posición de Tobruk; ni él ni Ritchie querían perder las considerables reservas de combustible, municiones y otros suministros que se habían acumulado en el puerto para la Operación Acrobat (una propuesta de ataque británico contra Trípoli). En la mañana del 14 de junio, recibió un mensaje de Winston Churchill: «La retirada sería fatal»; a pesar de las dudas de sus altos mandos, Churchill aparentemente le había dicho a Roosevelt que mantendría Tobruk.
Auchinleck indicó a Ritchie que debía mantener una línea desde Acroma (al oeste de Tobruk) que se extendiera al sureste hasta El Adem, protegiendo así Tobruk. Ritchie no recibió la orden hasta dos horas antes del inicio de su retirada nocturna, cuidadosamente organizada; demasiado tarde para alterar la maniobra. Las divisiones 50.ª (Northumbria) y 1.ª sudafricana se salvaron del cerco, pero se retiraron más allá de la línea que Auchinleck pretendía que mantuvieran. Ritchie informó a Auchinleck que intentaría mantener la línea Acroma-El Adem con tropas del XXX Cuerpo, pero advirtió que, si esto fallaba, Tobruk podría quedar "temporalmente aislada" o ser evacuada, y preguntó qué opción tomar. Auchinleck respondió: "Bajo ninguna circunstancia se permitirá que ninguna parte del Octavo Ejército sea rodeada en Tobruk y sitiada allí", lo que Ritchie interpretó como que debía evacuar Tobruk si se producía una penetración del Eje. En la mañana del 15 de junio, la situación se complicó aún más con un mensaje de Churchill que incluía la frase: "¿Supongo que no hay ninguna posibilidad de ceder Tobruk?". Auchinleck respondió a Churchill que Ritchie contaba con tropas suficientes para mantener Tobruk. Auchinleck le indicó entonces a Ritchie que, aunque Tobruk "no debía ser sitiado", podía "aislarse por breves periodos" y que debía organizar una guarnición en consecuencia. Para Ritchie era evidente que el colapso de la línea Acroma-El Adem era inminente.

### Tobruk aislado

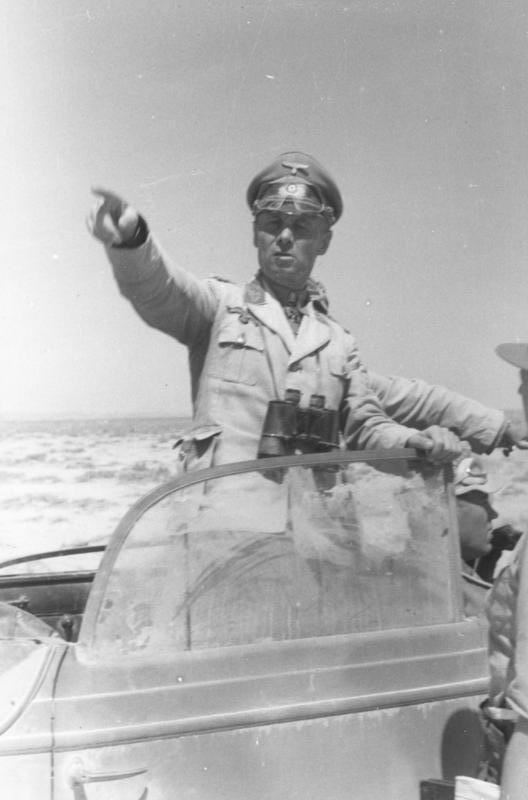
El general Erwin Rommel, dirigiendo las operaciones al oeste de Tobruk, el 16 de junio de 1942.

El área alrededor de El Adem estaba bajo el control de la 29.ª Brigada de Infantería India (Brigadier Denys Reid). El 15 de junio, la 90.ª División Ligera atacó El Adem tres veces, pero fue repelida por los defensores. Simultáneamente, un ataque de la 21.ª División Panzer contra el Punto B 650, a unos 8 km al norte de El Adem, fue derrotado por los indios y la 7.ª Brigada Motorizada; un segundo ataque tuvo éxito esa misma noche. Los ataques contra El Adem se detuvieron tras nuevos reveses, pero la amenaza de ser rodeados provocó su evacuación en la noche del 16 al 17 de junio. Esto dejó vulnerable a la RAF Gambut , en la costa, lo que provocó la retirada de la Fuerza Aérea del Desierto (DAF), lo que limitó gravemente el apoyo aéreo. El último puesto avanzado de la línea defensiva era Belhamed, una colina adyacente a Sidi Rezegh, que estaba bajo el control de la 20.ª Brigada de Infantería India, una nueva formación.
El 17 de junio, la 4.ª Brigada Blindada recibió la orden de atacar, con la esperanza de tomar el flanco de los blindados alemanes, ahora complementados por la 15.ª División Panzer, mientras se desplazaban hacia el norte, rumbo a la costa. La brigada se había reformado apresuradamente tras las batallas de Gazala y contaba con unos noventa tanques en unidades compuestas, pero carecía de gran parte de su artillería, que había sido destacada para formar columnas de hostigamiento. Tras un combate que duró la mayor parte de la tarde, la brigada británica se retiró para reaprovisionarse y luego hacia Egipto, tras haber perdido 32 tanques. La 20.ª Brigada India recibió la orden de retirarse durante esa noche, pero fue alcanzada cuando los blindados alemanes alcanzaron la costa en Gambut y dos de sus batallones fueron capturados. También se capturó la base abandonada de la RAF con 15 aviones y considerables suministros de combustible; al oeste, se tomó un vasto depósito de provisiones aliado con miles de camiones. A la mañana siguiente, el 18 de junio, Rommel pudo informar a Berlín que Tobruk había sido rodeada y estaba bajo asedio.

## Fuerzas opuestas

### Guarnición de Tobruk

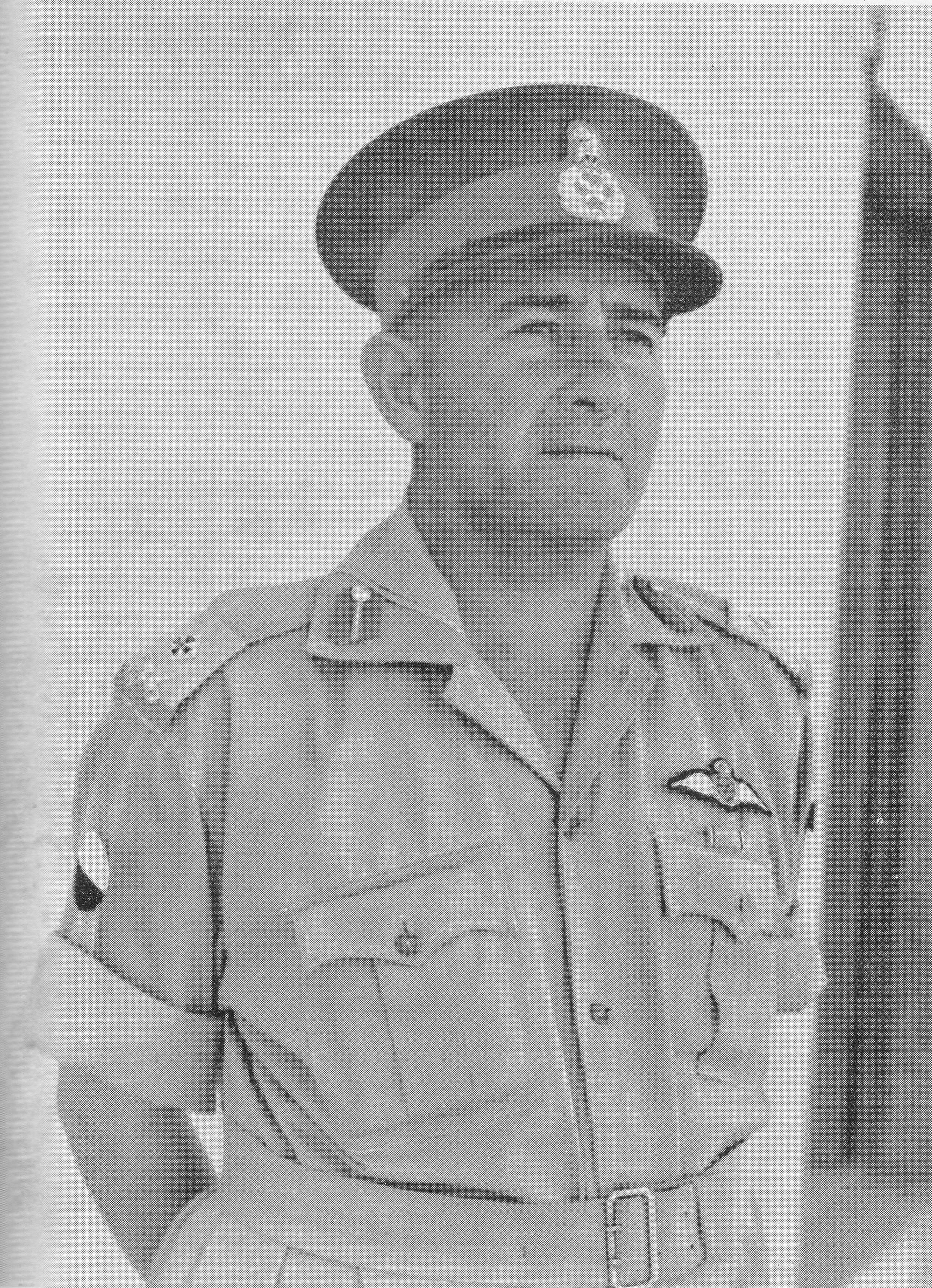
El mayor general Hendrik Klopper, comandante de la 2ª División de Infantería sudafricana y de la guarnición de Tobruk.

La guarnición de Tobruk era numéricamente grande, con unos 33.000 hombres, pero este número incluía alrededor de 8.000 tropas de apoyo y alrededor de 2.000 trabajadores no combatientes. Un tercio de la guarnición comprendía la 2.ª División de Infantería Sudafricana (mayor general Hendrik Klopper, quien fue puesto a cargo de la defensa de Tobruk el 15 de junio). La división era una brigada menos, y estaba compuesta por la 4.ª Brigada de Infantería Sudafricana y la 6.ª Brigada de Infantería Sudafricana y unidades adjuntas. La 2.ª División Sudafricana no era una formación veterana, pero había capturado Bardia y Sollum durante la Operación Crusader en enero y había estado basada en Tobruk desde finales de marzo. Klopper había sido un oficial de estado mayor de la división y había tomado el relevo del mayor general IP de Villiers el 14 de mayo.
La 32.ª Brigada de Tanques del Ejército británico (brigadier Arthur Willison) contaba con tres escuadrones del 4.º Regimiento Real de Tanques (4.º RTR) con 35 tanques Valentine Mk. II, dos escuadrones del 7.º RTR con partes del 8.º RTR y el 42.º RTR , con 26 tanques Valentine y Matilda II en servicio. La 201.ª Brigada Motorizada de la Guardia contaba con el 3.º Regimiento de Coldstream, hasta su establecimiento y con diez cañones antitanque de 6 libras , el 1.er Batallón de Sherwood Foresters, casi a plena capacidad con cuatro cañones de 6 libras y 500 hombres del 1.er Batallón del Regimiento de Worcestershire, que había sido destrozado en el Punto 187 el 14 de junio. La 11.ª Brigada de Infantería de la India contaba con el experimentado 2.º Batallón Queen's Own Cameron Highlanders , el 2/5.º Regimiento de Infantería Ligera Mahratta con muchos reemplazos jóvenes y el inexperto 2/7.º Regimiento de Fusileros Gurkha, una compañía antitanque con pocos efectivos y el Beergroup (Teniente Coronel John de Beer), un batallón de infantería compuesto de la 1.ª División Sudafricana.
La guarnición incluía la artillería de campaña de los regimientos de campaña sudafricanos 2.º y 3.º y del 25.º Regimiento de Campaña RA, los regimientos medianos 67.º y 68.º RA, cada uno con ocho cañones de 4,5 pulgadas y ocho obuses M1918 de 155 mm. La batería antitanque sudafricana 6.ª y la batería A del regimiento antitanque 95.º RA estaban insuficientes, con quince cañones antitanque de 6 libras nuevos, 32 de los cañones de 2 libras más antiguos y menos eficaces y ocho cañones antitanque Bofors 37 mm. Había dieciocho cañones antiaéreos pesados de 3,7 pulgadas de la brigada antiaérea RA (dieciocho se habían retirado a la frontera el 16 de junio) y los cañones ligeros del 2.º Regimiento antiaéreo ligero sudafricano. Muchas tropas no esenciales habían sido evacuadas, quedaban varias unidades administrativas del Cuartel General de la 88.ª Subárea (Brigadier Leslie Thompson), incluyendo diez compañías de transporte y un Establecimiento Naval (Capitán PN Walter RN). Los aviones de combate del 40.º Escuadrón (SAAF) se habían retirado del aeródromo dentro del perímetro, pero permanecía un Tentáculo de Apoyo Aéreo. Los escuadrones de la Fuerza Aérea del Desierto habían regresado a los aeródromos de Sidi Barrani, lo que puso a Tobruk fuera del alcance de sus cazas, excepto los Curtiss Kittyhawks del 250.º Escuadrón de la RAF, que tenían tanques de combustible externos.
Las brigadas sudafricanas controlaban los sectores oeste y suroeste del perímetro, donde se libraron la mayor parte de los combates del primer asedio. La brigada india se desplegó al este y al sur del perímetro. El perímetro tenía 56 km de longitud, y la costa añadía otros 32 km. En promedio, cada cañón antitanque habría tenido que defender un frente de 690 metros si se hubieran distribuido uniformemente alrededor del perímetro. Debido a la decisión de no soportar otro asedio, se había trabajado poco para mantener las fortificaciones de Tobruk. En muchos lugares, las trincheras y la zanja antitanque se habían derrumbado o llenado de arena a la deriva, y parte de la zanja se había rellenado para permitir el paso de los blindados británicos durante la ruptura de diciembre de 1941. Se habían retirado grandes cantidades de alambre de púas y minas terrestres para reforzar las defensas de Gazala, mientras que algunas de las antiguas minas italianas que quedaban resultaron ser defectuosas. Los ingenieros sudafricanos habían realizado algunos trabajos para remediar la situación, pero hay pruebas contradictorias en cuanto al estado de las defensas al comienzo del asedio.
Klopper fue puesto al mando de la guarnición de Tobruk el 15 de junio, cinco días antes del ataque del Eje. El 16 de junio, el teniente general William Gott, comandante del XIII Cuerpo, cuyo cuartel general aún se encontraba en Tobruk, sugirió que asumiera el mando, pero Ritchie lo desestimó y abandonó Tobruk, dejando a tres de sus oficiales de Estado Mayor para ayudar a Klopper. Gott ordenó a Klopper que preparara tres planes: cooperar con las fuerzas aliadas fuera de Tobruk, restablecer su presencia en Belhamed y evacuar la guarnición hacia el este. Esto supuso una carga adicional considerable para Klopper y su Estado Mayor, que ya estaban muy ocupados.

### Panzerarmee Afrika / Armata Corazzata África

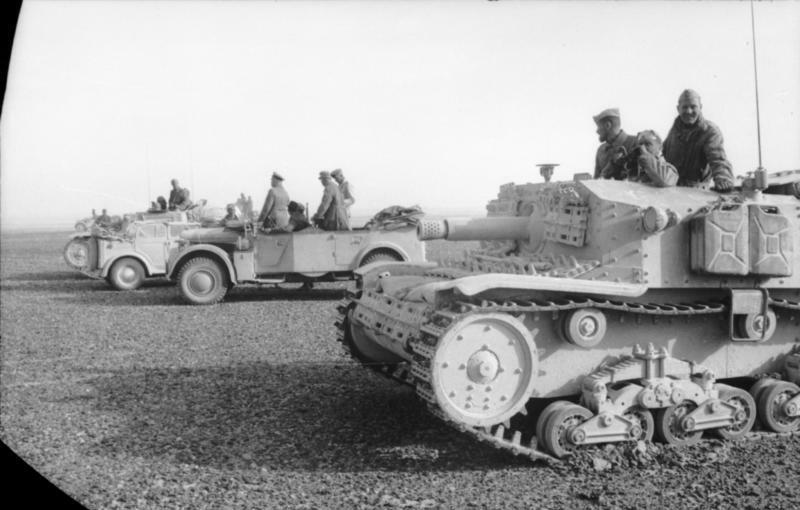
Rommel con cañones autopropulsados italianos Semovente da 75/18

El 10 de junio, Kesselring y Cavallero acordaron un plan para la rápida captura de Tobruk, consistente en un ataque por etapas desde el sur y el oeste. Rommel los ignoró y aplicó su plan de octubre de 1941, atacando desde el sureste, donde el terreno era más llano que el terreno acanalado del suroeste. Comenzó a desplegar sus fuerzas hacia sus posiciones de partida el 18 de junio.
En el extremo occidental de la línea se encontraba el XXI Cuerpo italiano, compuesto por el 7.º Regimiento Bersaglieri , la 60.ª División de Infantería "Sabratha" y la 102.ª División Motorizada "Trento", al sur de la costa. En el extremo suroeste del perímetro se encontraba la 15.ª Brigada de Fusileros alemana. Al sur se encontraba el X Cuerpo italiano con la 27.ª División de Infantería "Brescia" al frente y la 17.ª División de Infantería "Pavia" en reserva. En el extremo sureste se encontraban la 90.ª División Ligera alemana y la artillería del Eje. En el límite oriental se encontraba el XX Cuerpo Motorizado italiano con la 101.ª División Motorizada "Trieste" al frente; la 132.ª División Blindada "Ariete" se encontraba al suroeste en Bir er Reghem y la recién llegada 133.ª División Blindada "Littorio" avanzaba tras ella. La 15ª División Panzer y la 21ª División Panzer estaban en el este, a ambos lados del pueblo de Kambut.
Kesselring había advertido que, dado que todos los aviones del Eje debían retirarse a finales de junio para la invasión de Malta, un resultado rápido era vital. Se disponía de unos 150 bombarderos de diversos tipos, en su mayoría alemanes, incluyendo entre 40 y 50 cazabombarderos y 21 bombarderos en picado Junkers Ju 87 (Stuka). Unos 50 cazas alemanes y 100 italianos también se encontraban a su alcance. La reciente captura de aeródromos cercanos al perímetro de Tobruk permitió un rápido reabastecimiento y rearme.

## Batalla

### 18-19 de junio

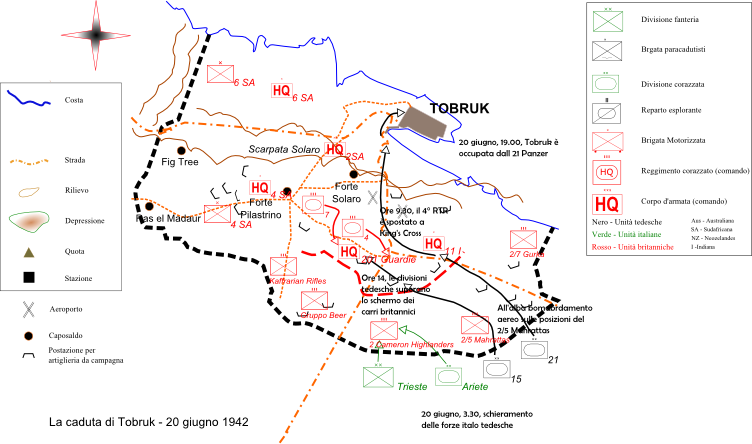
El ataque del Eje a Tobruk el 20 de junio de 1942.

Deseando explotar la desorganización del Octavo Ejército, Rommel dio sus órdenes para el asalto el 18 de junio y el reconocimiento de las áreas de despliegue comenzó temprano al día siguiente. A partir de la tarde del 19 de junio y durante esa noche, las formaciones blindadas del Afrika Korps cambiaron de lugar con la 90 División Ligera, de modo que estaban mirando hacia la esquina sureste del perímetro, ocupada por el inexperto 2.º Batallón, 5.ª Infantería Ligera Mahratta. La 15.ª División Panzer estaba a la izquierda del ataque y la 21.ª Panzer a la derecha, con un grupo de infantería motorizada (desprendido de la 90.ª División Ligera y comandado por el Teniente General Erwin Menny) en el centro. El XX Cuerpo debía atacar más a la izquierda, seguido por el X Cuerpo, que debía ocupar y mantener las defensas del perímetro. En el oeste, el XXI Cuerpo debía realizar un ataque finito para inmovilizar a las brigadas sudafricanas, mientras que en el este, la 90.ª División Ligera debía impedir los intentos de socorro en Tobruk por parte del Octavo Ejército. Cuando la artillería del Eje llegó a sus posiciones cerca de El Adem, encontraron munición del Eje, que había sido abandonada en noviembre y nunca había sido retirada.

### 20 de junio

#### Mañana
El asalto se inició a las 5:20 am del 20 de junio con un intenso bombardeo aéreo en el perímetro sureste. La Luftwaffe realizó 588 salidas, la tasa de salidas más alta lograda en el teatro mediterráneo, mientras que la Regia Aeronautica realizó 177. El peso total de las bombas lanzadas fue de más de 365 toneladas. Gruppe Menny comenzó su ataque a las 7:00 am, lo que coincidió con la apertura de la barrera de artillería, que se había retrasado por llegadas tardías a sus posiciones; una brecha en la línea entre dos puntos fuertes se había hecho a las 7:45 am El 900.º Batallón de Ingenieros alemán pudo cruzar la zanja antitanque, utilizando equipo de puente prefabricado; los primeros tanques alemanes cruzaron la zanja a las 8:30 am Para entonces, la infantería había tomado varios puntos fuertes, creando una cabeza de puente de 2 km de ancho. Los Mahrattas desplegaron sus reservas en un contraataque fallido y, aunque se les había informado que un batallón de tanques acudiría en su ayuda, esto nunca se materializó. La División Ariete, punta de lanza del XX Cuerpo, no logró penetrar la línea defendida por el 2.º Batallón de los Cameron Highlanders y fue redirigida hacia la brecha abierta por el Afrika Korps y luego enviada al oeste, hacia Fort Pilastrino.

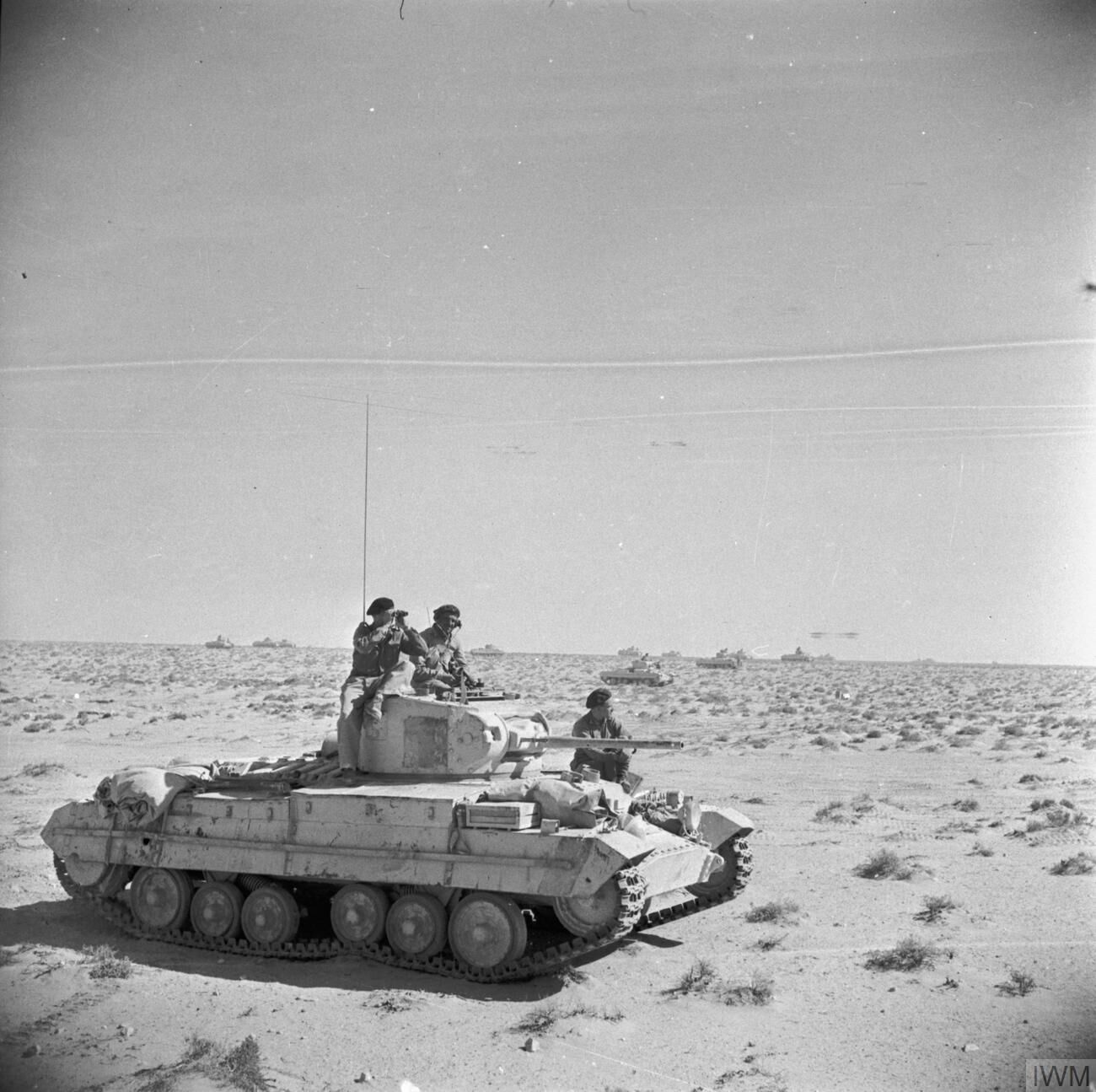
Tanques británicos Valentine similares a los de la 32.ª Brigada de Tanques del Ejército, 18 de junio de 1942.

Tras considerar inicialmente que el ataque en el sureste era una finta, el cuartel general de Klopper ordenó un contraataque de la 32.ª Brigada de Tanques del Ejército, apoyada por los elementos de la Guardia y las brigadas indias que necesitaran. Las órdenes fueron malinterpretadas en el cuartel general de la brigada de tanques y ordenaron únicamente al 4.º RTR que atacara. La asistencia de un grupo de combate del 3.er Batallón de la Guardia Coldstream fue rechazada por falta de órdenes. El contraataque podría haber tenido éxito si se hubiera realizado con mayor fuerza, mientras los blindados del Eje aún se abrían paso a través de la zanja antitanque. Para cuando comenzó, el Afrika Korps llevaba una hora y media avanzando hacia el perímetro y la división blindada Ariete se había establecido a su izquierda. El 7.º RTR avanzó en apoyo por iniciativa propia, pero la mitad fue desviada para asistir a los Cameron. El Afrika Korps derrotó detalladamente a los blindados británicos, con la ayuda de constantes ataques aéreos. El único ataque aéreo británico de esa mañana fue solicitado por el "tentáculo" de control aéreo avanzado para bombardear los vehículos del Eje que avanzaban por la brecha sureste, y fue llevado a cabo por nueve Douglas Boston escoltados por cazas Kittyhawk de largo alcance.

#### Mediodía, 20 de junio
Al mediodía, Rommel contaba con 113 tanques dentro del perímetro de Tobruk. A la 1:30 p.m., el Afrika Korps había alcanzado su objetivo, el cruce de Kings Cross en la cima de Pilastrino Ridge, y dominaba la ciudad de Tobruk, a unos 9 km al norte. El 21.º Panzer se dirigió hacia la ciudad, dispersando a los tanques restantes del 7.º RTR. El último obstáculo para los panzers fue una variopinta unidad de artillería que realizó una defensa resuelta, incluyendo el uso de varios cañones antiaéreos de 3,7 pulgadas contra los tanques alemanes; Rommel elogió posteriormente su "extraordinaria tenacidad". Más tarde, el cuartel general de Klopper fue bombardeado. A las 4:00 p.m., se avistaron tanques alemanes al este y Klopper pensó que su cuartel general, al suroeste de la ciudad, corría peligro de ser invadido. Ordenó una evacuación apresurada, en la que gran parte del equipo de comunicaciones fue destruido. Los tanques alemanes se alejaron en otra dirección, pero sin equipo de comunicaciones. Klopper se trasladó al cuartel general de la 6.ª Brigada Sudafricana, al noroeste de la fortaleza, a las 18:30 h.

#### Tarde, 20 de junio

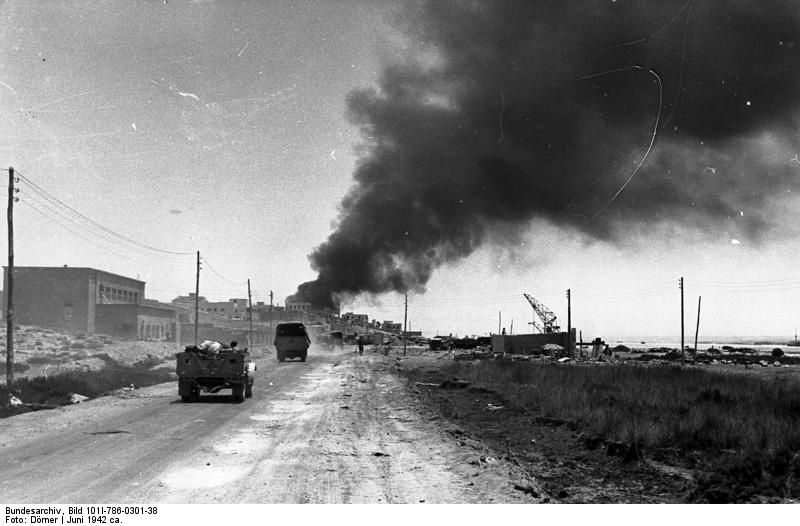
Vehículos del Eje circulando por una carretera junto al puerto de Tobruk

Las unidades alemanas líderes no habían llegado a las afueras del puerto hasta las 6:00 p.m. Los ingenieros británicos y las tropas de suministro comenzaron a destruir las inmensas cantidades de combustible, agua, municiones y tiendas en la ciudad junto con las instalaciones portuarias. La 15.ª División Panzer había comenzado a avanzar hacia el oeste a lo largo de la cresta de Pilastrino, donde elementos de la 201.ª Brigada de la Guardia habían tomado posiciones expuestas con poca antelación. 
Cuando su cuartel general de la brigada fue invadido alrededor de las 6:45 p.m., la mayoría de las unidades dejaron de luchar o se retiraron al Fuerte Pilastrano en el extremo occidental de la cresta. El 15.º Panzer terminó su avance ya que tenía órdenes de cubrir la aproximación del 21.º Panzer a la ciudad, que se informó que había sido tomada a las 7:00 p.m. La evacuación final de los pequeños buques de guerra se había llevado a cabo bajo fuego; quince embarcaciones escaparon, pero veinticinco, incluido un dragaminas, se hundieron en el puerto o se perdieron por ataques aéreos en el paso a Alejandría.
Al amanecer, las unidades del Eje se detuvieron para pasar la noche. Los restos de las unidades británicas e indias en el sector oriental de la fortaleza se prepararon para una defensa integral; las brigadas sudafricanas no habían intervenido, salvo para alguna actividad de distracción. Desde el nuevo cuartel general de Klopper se recibió una señal indicando que todas las unidades debían prepararse para la ruptura a las 22:00 h y se envió un mensaje al Cuartel General del Octavo Ejército: «Resisto, pero no sé cuánto tiempo». El Estado Mayor del Octavo Ejército sugirió que la ruptura se realizara la noche siguiente (21/22 de junio) y que era esencial destruir todo el combustible. Aunque Ritchie había ordenado a la 7.ª División Blindada que avanzara hacia el norte, en dirección a Sidi Rezegh, al sureste del perímetro de Tobruk, no hay pruebas de que avanzaran mucho ni de que amenazaran el cordón del Eje. A continuación, se mantuvieron conversaciones entre Klopper, sus brigadistas y oficiales del Estado Mayor. 
Las posibilidades de fuga se vieron obstaculizadas por el hecho de que la 2.ª División Sudafricana no era una formación motorizada y muchos de los vehículos que poseían se encontraban en la ciudad y habían sido capturados. Se consideró la opción de permanecer y combatir en el sector occidental, pero los principales depósitos de municiones también habían sido capturados. A las 2:00 a. m. del 21 de junio, Klopper indicó al Cuartel General del Octavo Ejército que intentaría una fuga esa misma tarde. Mientras tanto, la guarnición lucharía hasta el último hombre y el último cartucho.

### 21 de junio

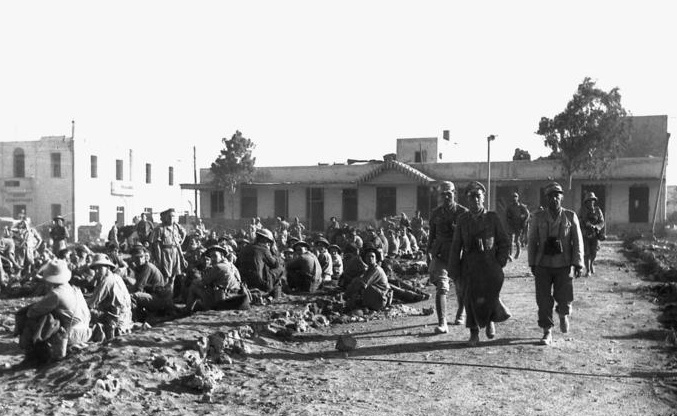
Rommel y Fritz Bayerlein, con prisioneros de guerra, probablemente sudafricanos, en Tobruk.

Al acercarse el amanecer, Klopper cambió de opinión y concluyó que cualquier beneficio que se obtuviera al continuar la lucha no compensaría el coste en bajas adicionales. En un intercambio de señales a las 6:00 a.m., Ritchie envió: «No puedo determinar la situación táctica y, por lo tanto, les dejo que actúen según su propio criterio respecto a la capitulación». Poco después, se invitó a oficiales alemanes al cuartel general de Klopper para ultimar los detalles. Se dieron órdenes de rendición, que fueron recibidas con asombro por las unidades que apenas habían participado. Algunas unidades no recibieron la orden; el 2.º Batallón, 7.º Regimiento de Fusileros Gurkha, en el perímetro este, continuó combatiendo hasta esa noche, mientras que los Cameron Highlanders continuaron combatiendo hasta la mañana del 22 de junio. El capitán Sainthill, de la Guardia de Coldstream, y 199 de sus oficiales y hombres lograron escapar del perímetro suroeste en su transporte de batallón y reincorporarse al Octavo Ejército. Un pequeño grupo de 188 sudafricanos, en su mayoría de los Rifles Kaffrarianos, escapó hacia el este a lo largo de la costa y llegó a El Alamein 38 días después. Rommel entró en la ciudad a las 5:00 a. m. y estableció su cuartel general en el Hotel Tobruk. Se organizó una reunión con Klopper, quien se rindió a Rommel en la Vía Balbia, a unos 6 km (4 mi) al oeste de Tobruk, a las 9:40 a. m. del 21 de junio.

## Consecuencias

### Análisis

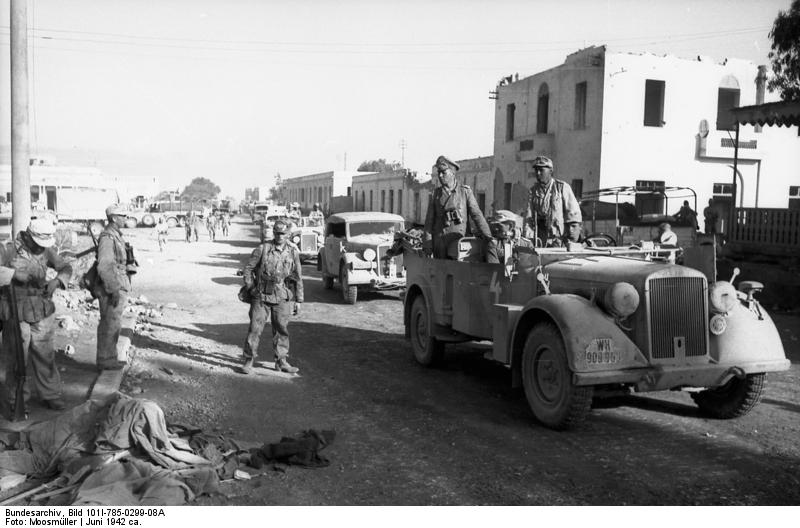
Rommel en Tobruk tras su conquista.

En 1942, se celebró un tribunal de investigación en ausencia, que declaró a Klopper prácticamente inocente de la rendición. El veredicto se mantuvo en secreto, lo que no mejoró en gran medida su reputación ni la de sus tropas. Tras la guerra, Winston Churchill escribió que la culpa recaía en el Alto Mando británico, no en Klopper ni en sus tropas. Aceptó que los hechos se habían ocultado en aquel momento, ya que los líderes de Tobruk eran prisioneros de guerra, pero que la verdad ya había salido a la luz.
El historiador oficial británico, Ian Playfair, escribió en 1960 que «las razones del desastre son bastante evidentes». Se aceptaba comúnmente que no había intención de soportar otro asedio a Tobruk y que el puerto no estaba preparado para uno. Ni Auchinleck ni Ritchie apreciaron la magnitud de la derrota sufrida por el Octavo Ejército en Gazala ni que este ya no pudiera seguir combatiendo en la zona de Tobruk, defender la frontera y preparar un contraataque simultáneamente. Klopper y su Estado Mayor carecían de la experiencia necesaria para optimizar sus recursos en circunstancias tan difíciles. Rommel contaba con un apoyo aéreo abrumador en Tobruk, ya que casi todos los cazas aliados se habían retirado y estaban fuera de su alcance; los bombardeos de la Luftwaffe desempeñaron un papel importante en la ruptura de las defensas.

### Repercusiones
El 21 de junio, el primer ministro Winston Churchill y el jefe del Estado Mayor Imperial, Alan Brooke, asistían a la Segunda Conferencia de Washington, donde discutían la gran estrategia con el presidente estadounidense Franklin D. Roosevelt y el jefe del Estado Mayor del Ejército estadounidense, George C. Marshall. Un asesor estadounidense llegó con la noticia de la rendición de Tobruk, la cual comunicó al presidente, quien la transmitió a Churchill. El asesor militar de Churchill, Hastings Ismay, contactó con Londres y confirmó la noticia. La conferencia también recibió un telegrama del ministro residente británico en Oriente Medio, Richard Casey, advirtiendo que la derrota abría la posibilidad de una invasión de Egipto por parte del Eje. Churchill recordó en sus memorias:

No intenté ocultarle al presidente la conmoción que me había causado. Fue un momento amargo. La derrota es una cosa; la desgracia, otra. Nada podía superar la compasión y la caballerosidad de mis dos amigos. No hubo reproches; ni una sola palabra desagradable. "¿Qué podemos hacer para ayudar?", preguntó Roosevelt. Respondí de inmediato: "Dennos todos los tanques Sherman que puedan y envíenlos a Oriente Medio lo antes posible".
— Winston Churchill, La Segunda Guerra Mundial: La bisagra del destino (1950)

Roosevelt le pidió al general Marshall que analizara las posibilidades. Marshall ordenó a la 2.ª División Blindada, que se entrenaba con sus nuevos tanques M4 Sherman, que se preparara para trasladarse a Egipto. Al ver que esta nueva formación no podría entrar en funcionamiento hasta el otoño, Marshall decidió enviar trescientos de sus Sherman, cien M7 Priest (cañones autopropulsados de 105 mm), repuestos y ciento cincuenta instructores, en un convoy rápido que comenzó el 1 de julio.
Brooke escribió más tarde:

Siempre he tenido la sensación de que el episodio de Tobruk en el estudio del Presidente contribuyó en gran medida a sentar las bases de la amistad y el entendimiento construidos durante la guerra entre el Presidente y Marshall por un lado, y Churchill y yo por el otro.
— Mariscal de campo Lord Alanbrooke, Diarios de guerra 1939-1945 (1957, 1959, 2001).

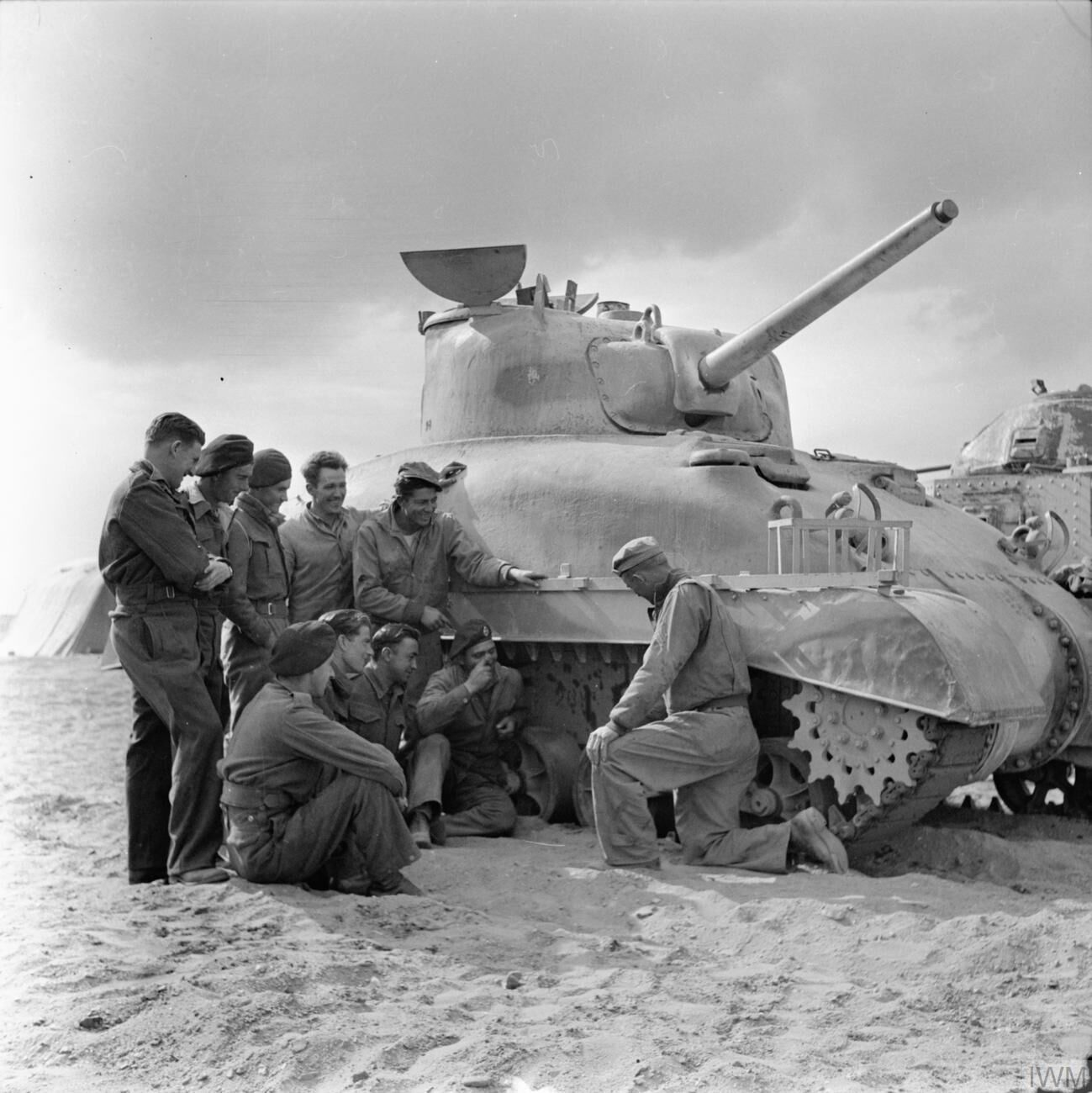
Las tripulaciones de tanques británicos, sudafricanos y neozelandeses reciben instrucción sobre el tanque M4 Sherman de un instructor estadounidense en un campo de entrenamiento cerca de El Cairo, en febrero de 1943.

El 25 de junio, las elecciones parciales de Maldon fueron ganadas por Tom Driberg, un periodista de izquierdas que se presentaba como independiente y obtuvo el sesenta por ciento de los votos, derrotando al candidato del Partido Conservador británico. Churchill y otros atribuyeron la derrota a la pérdida de Tobruk cuatro días antes; Driberg negó que este fuera un factor importante, sugiriendo en cambio que era parte de un giro más amplio hacia la izquierda y lejos de los partidos políticos establecidos. En el parlamento, había un sentimiento creciente de que Churchill era responsable de la confusión y la falta de dirección en la gestión de la guerra, a pesar de su popularidad entre el público. El diputado del Partido Laborista Aneurin Bevan intentó forzar una investigación parlamentaria sobre el papel de Churchill en las derrotas de Gazala y Tobruk, pero Clement Attlee, el viceprimer ministro laborista, se lo impidió. Cuando un conservador de derecha, Sir John Wardlaw-Milne, presentó una moción de censura contra el gobierno de coalición, se especuló con que esta podría seguir el mismo camino que el Debate de Noruega, que había provocado la dimisión del anterior primer ministro, Neville Chamberlain, en mayo de 1940. El debate se inauguró el 1 de julio y al día siguiente Bevan atacó a Churchill diciendo que "lidia los debates como una guerra y la guerra como un debate". Churchill respondió con (según Anthony Eden) "uno de sus discursos más efectivos" y el gobierno ganó por 425 votos contra 25.

### Damnificados
| Nacionalidad | Prisionero de guerra |
| ------------ | -------------------- |
| Británico    | 19.000               |
| Sudáfricano  | 10.720               |
| Indio        | 2.500                |
| Total        | 32.200               |

Fue la segunda mayor capitulación del Ejército británico en la guerra después de la caída de Singapur y la mayor derrota en la historia de la Fuerza de Defensa de la Unión. La propaganda alemana informó inicialmente que la Wehrmacht había capturado a 25.000 prisioneros de guerra aliados, lo que resultó ser una subestimación, ya que el total real era de 32.200. Los alemanes dejaron la tarea de alojar a los prisioneros a los italianos, que carecían de la infraestructura para tratar a los prisioneros de acuerdo con la Convención de Ginebra. Los prisioneros fueron hacinados en corrales abiertos a la espera de la deportación y se les dejó con una grave escasez de comida y agua. Las condiciones mejoraron después de que los prisioneros fueran transportados en barcos de carga a Italia. Muchos de ellos, especialmente los sudafricanos, fueron objeto de recriminaciones de otros prisioneros que sentían que Tobruk se había rendido demasiado fácilmente. En el armisticio italiano de septiembre de 1943, muchos prisioneros escaparon, incluyendo a Klopper, quien fue rescatado por el Ejército Privado de Popski (Mayor Vladimir Peniakoff), que operaba en las cercanías. El número de prisioneros del Octavo Ejército tomados en la batalla no se conoce con precisión debido a que se perdieron sus registros. Las bajas del Eje tampoco se conocen, pero las bajas alemanas en los combates desde el 26 de mayo (incluyendo Gazala) se reportaron en 3360, de las cuales 300 eran oficiales; las pérdidas alemanas del 20 al 22 de junio habrían sido considerablemente menores. Una estimación de las bajas británicas se publicó en la historia oficial británica, History of the Second World War The Mediterranean and Middle East: British Fortunes Reach Their Lowest Ebb, y se muestra en la tabla anterior.

#### Eje

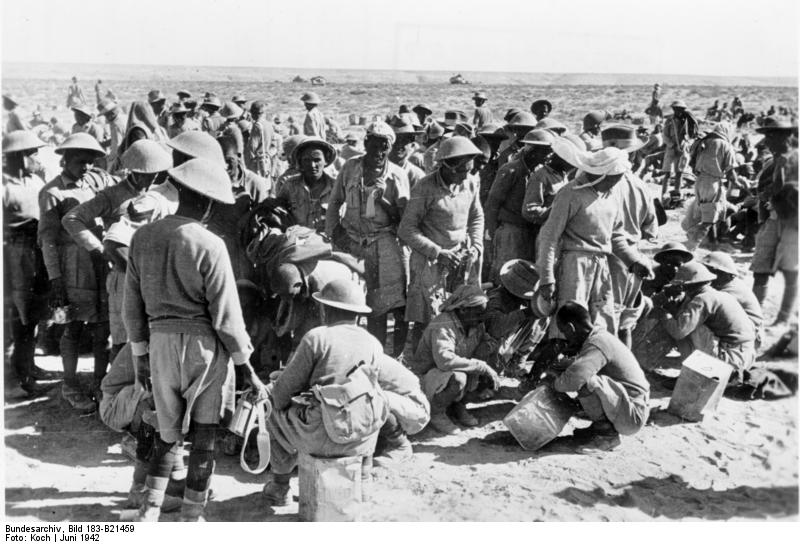
Prisioneros de guerra indios del ejército inglés capturados en Tobruk esperan su deportación el 1 de julio de 1942.

La jerarquía nazi compartía la visión de Churchill sobre la importancia simbólica de Tobruk, y Joseph Goebbels, Ministro de Propaganda del Reich, exaltó su captura. El 22 de junio, Hitler ascendió a Rommel a Mariscal de Campo General, convirtiéndolo en el mariscal de campo más joven del ejército alemán, para gran disgusto de los altos oficiales italianos. Aunque Rommel sin duda lo consideraba un gran honor, más tarde le confesó a su esposa que hubiera preferido que le asignaran otra división. Mussolini también estaba exultante y se dice que ordenó que se buscara un caballo blanco adecuado para su entrada triunfal en El Cairo.
A pesar de las demoliciones en Tobruk, el Eje capturó alrededor de 1.400 toneladas de combustible y otras 20 toneladas en Belhamed. Entre los 2.000 vehículos capturados había 30 tanques útiles. Se ha estimado que Rommel estaba utilizando unos 6.000 camiones británicos capturados para finales de mes. También se tomaron en Tobruk 7.000 toneladas de agua y tres millones de raciones de alimentos [unas 5.000  toneladas)]. Debido a la tenue línea de suministro del Eje, las tropas habían estado viviendo con raciones muy escasas y los suministros británicos fueron recibidos con entusiasmo, especialmente chocolate, leche enlatada y verduras; las reservas de camisas y calcetines fueron saqueadas con entusiasmo. Las tropas italianas, igualmente necesitadas, tendieron a ser excluidas del saqueo.

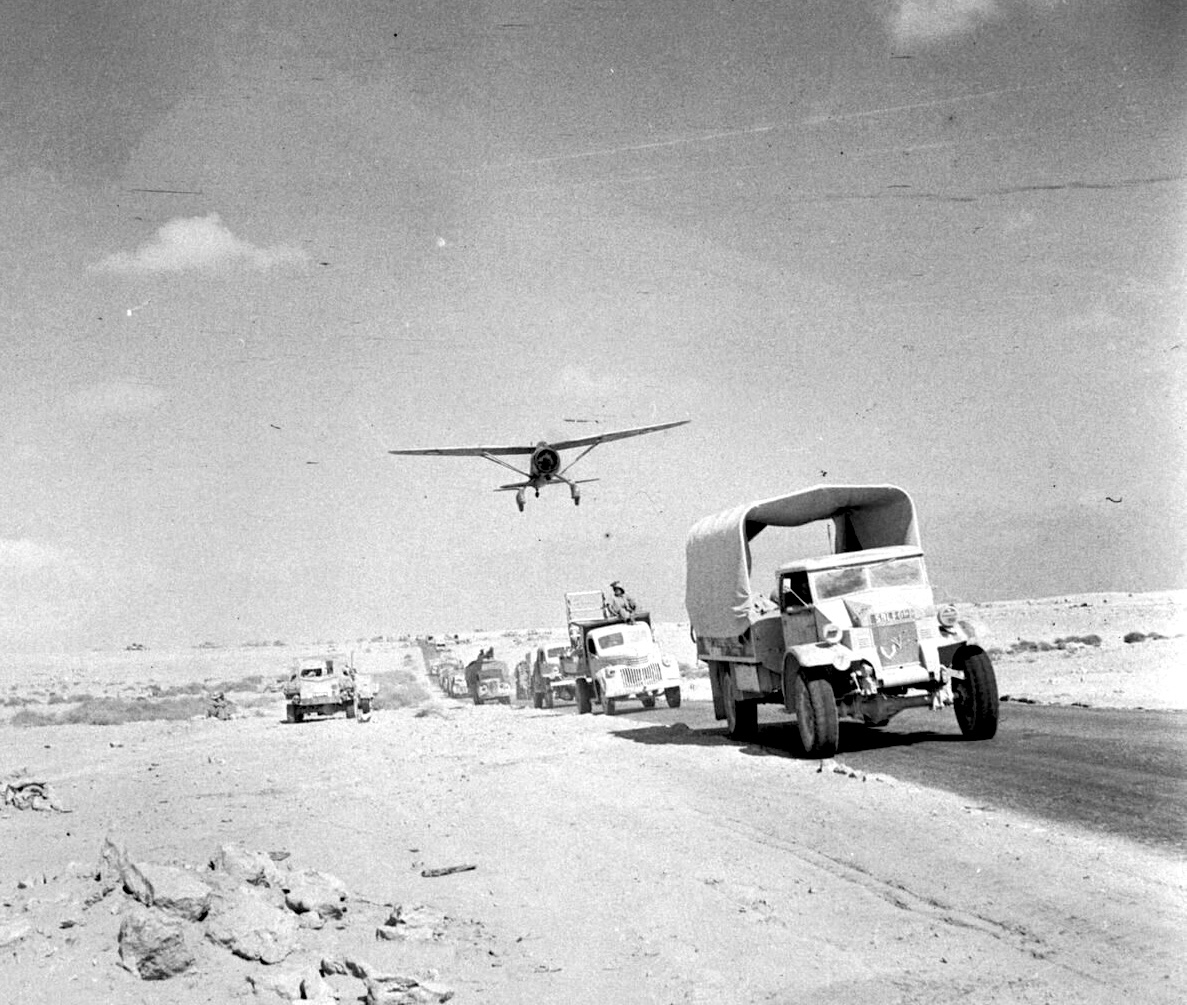
Un Westland Lysander de la RAF sobrevuela un convoy de camiones británicos durante la retirada a Egipto, el 26 de junio de 1942.

En la tarde del 21 de junio, día de la rendición, Kesselring visitó el cuartel general de Rommel y le recordó el acuerdo de que la invasión de Malta se produciría tras la captura de Tobruk y que sus aviones ya estaban regresando a Italia. Al día siguiente, un alto oficial del Estado Mayor italiano llegó con órdenes del general Bastico de detenerse. Rommel, ahora mariscal de campo, pudo rechazar este consejo. Contaba con el último informe pesimista del agregado militar estadounidense Bonner Fellers en El Cairo para Washington sobre las disposiciones británicas, que concluía con la frase: «Si Rommel pretende tomar el Delta del Nilo, ahora es el momento»; los suministros capturados en Tobruk lo hicieron posible.

### Invasión del Eje a Egipto
El 22 de junio, Rommel eludió la cadena de mando escribiendo directamente a Mussolini a través del agregado alemán en Roma, Enno von Rintelen, solicitando que se permitiera continuar la ofensiva y que se pospusiera la invasión de Malta para preservar su apoyo aéreo. Mussolini remitió la carta a Hitler, quien albergaba dudas sobre la operación en Malta. Hitler respondió al día siguiente con una efusiva carta que coincidía con la sugerencia de Rommel e instaba a Mussolini a no dejar escapar la oportunidad, afirmando que «la diosa del éxito solo pasa una vez a los generales». La retirada británica pronto se convirtió en una derrota. Ritchie decidió no reagruparse en la frontera egipcia como estaba previsto, sino más al este, en el puerto fortificado y base militar de Marsa Matruh. Auchinleck despidió a Ritchie el 25 de junio, tomando el mando del Octavo Ejército e inició una nueva retirada hacia una mejor posición defensiva en El Alamein. Al día siguiente, Rommel llegó a Matruh y avanzó por el centro. La batalla de Mersa Matruh fue otro fiasco para el Octavo Ejército, que sufrió 8.000 bajas y perdió gran cantidad de equipo y suministros, pero el grueso del Octavo Ejército logró escapar y replegarse a El Alamein. Rommel esperaba que un rápido ataque central contra las nuevas posiciones británicas tuviera el mismo éxito que en Mersa Matruh, pero se estaba alejando de sus bases de apoyo aéreo y suministro. El Eje se situó, en consecuencia, dentro del alcance de la DAF y su avance fue finalmente detenido en la Primera batalla de El Alamein en julio. El Alamein iba a ser el avance más lejano hacia el este del Ejército Panzer en África.

### Operación Acuerdo (Agreement)
El punto muerto tras El Alamein impulsó un plan para atacar el flanco costero de las fuerzas del Eje. La Operación Agreement fue una incursión en Tobruk por parte del Servicio Aéreo Especial atacando desde el desierto, mientras que una gran fuerza anfibia fue desembarcada por buques de guerra. La incursión del 13/14 de septiembre de 1942 fue un desastre; un crucero y un destructor fueron hundidos y hubo unas 800 bajas aliadas, sin que se lograra ninguno de los objetivos. Después de la Segunda batalla de El Alamein a finales de octubre de 1942, el Ejército Panzer de África se retiró hacia El Agheila, lo que permitió a la 7.ª División Blindada entrar en Tobruk sin oposición el 13 de noviembre. Tobruk fue el primer gran puerto al oeste de Alejandría en ser recapturado; se encontraron algunos embarcaderos intactos y un convoy aliado llegó el 19 de noviembre. A pesar de un incendio en un barco mercante, se desembarcó allí un promedio diario de 890 toneladas de suministros en apoyo a la ofensiva aliada.